# Péninsule de Soikinsky
La péninsule de Soikinsky (en finnois : Soikkolan niemi, en russe : Со́йкинский полуо́стров, Soikinski poluostrov) se trouve dans le raïon de Kingissepp, oblast de Léningrad, une avancée de la Russie dans le golfe de Finlande. Elle sépare la baie de Louga de la baie de Koporie. Son nom est dérivé de Soikkola, qui est le mot ingrien pour péninsule.
Le village le plus peuplé, également connu sous le nom de Soikino, a été détruit pendant la Seconde Guerre mondiale. Actuellement, la colonie principale est Vistino, qui dispose d’un musée consacré au patrimoine ingrien de la région. Un terminal pétrolier devrait être construit à Vistino à partir de 2009.